# Antoine Gorius
Pour les articles homonymes, voir Gorius.
Antoine Gorius, né le 21 décembre 1918 à Amnéville (alors en Alsace-Lorraine) et mort le 20 avril 2001 à Metz, est un footballeur et entraîneur français.

## Biographie
Formé à Metz, ce gardien de but fuit l'annexion allemande en 1940 et joue à Lyon et Saint-Étienne pendant la guerre. À la Libération, il retourne dans le club lorrain, avant de prolonger sa carrière à Nantes à partir de 1948. 
La saison 1949-1950 catastrophique pour les Nantais provoque le remplacement de l'entraîneur Antoine Raab par Antoine Gorius, toujours gardien de l'équipe. 17e et normalement relégué, le FCN est finalement repêché in extremis, aucun club n'ayant demandé l'accès en Division 2. 
Antoine Gorius termine sa carrière comme entraîneur-joueur l'année suivante: l'ambition des dirigeants nantais étant d'accéder parmi l'élite, une décevante 10e place des canaris lui coûte son poste.

## Carrière de joueur
- 1938-1941: FC Metz
- 1942-1943: Lyon OU
- 1943-1945: AS Saint-Étienne
- 1945-1948: FC Metz
- 1948-1951: FC Nantes